# Campo Vaccino
Campo Vaccino ("Campo do Gado" ou "Campo das Vacas") a região do Fórum Romano entre os séculos XVI e XVIII. O nome, atestado numa bula papal do papa Sisto V (1589) é uma referência ao comércio de gado que se realizava no local, supervisionado pelo "governador da alfândega do Campo Vaccino". Havia no local uma fonte que, segundo Giacomo Della Porta, consistia de um tanque de granito e um mascarão, que foi desmontada no século XIX: o tanque está debaixo do Obelisco Quirinal, na Piazza del Quirinale, e o mascarão está hoje numa fonte moderna na Piazza Pietro d'Illiria.
Era no Campo Vaccino que se realizava a tradicional "sassaiola", uma batalha travada entre grupos dos vários bairros de Roma atirando pedras ("rocci") uns contra os outros, principalmente do Trastevere e de Monti.
Com a ocupação napoleônica de Roma e, depois, sob o comando do papa Pio VII, começaram as escavações arqueológicas no Fórum que acabaram com o mercado.